# Каблуково (Сафоновский район)
Каблуково — деревня в Смоленской области России, в Сафоновском районе. Население – 82 жителя (2007 год). Расположена в центральной части области в 19 км к северо-востоку от города Сафонова, в 1 км севернее автодороги М1 «Беларусь», на берегу реки Утка. В 5,5 км к южнее от деревни железнодорожная станция Митино на линии Москва — Минск. Входит в состав Прудковского сельского поселения.

## История
В годы Великой Отечественной войны деревня была оккупирована гитлеровскими войсками в сентябре 1941 года, освобождена в 1943 году.До революции относилась к Вяземскому уезду.Деревня начинает свою историю  с 18 века.Во время войны была сожжена немцами ,после освобождения заново отстроена .В деревне была школа.